# Suzanne Frey-Kupper

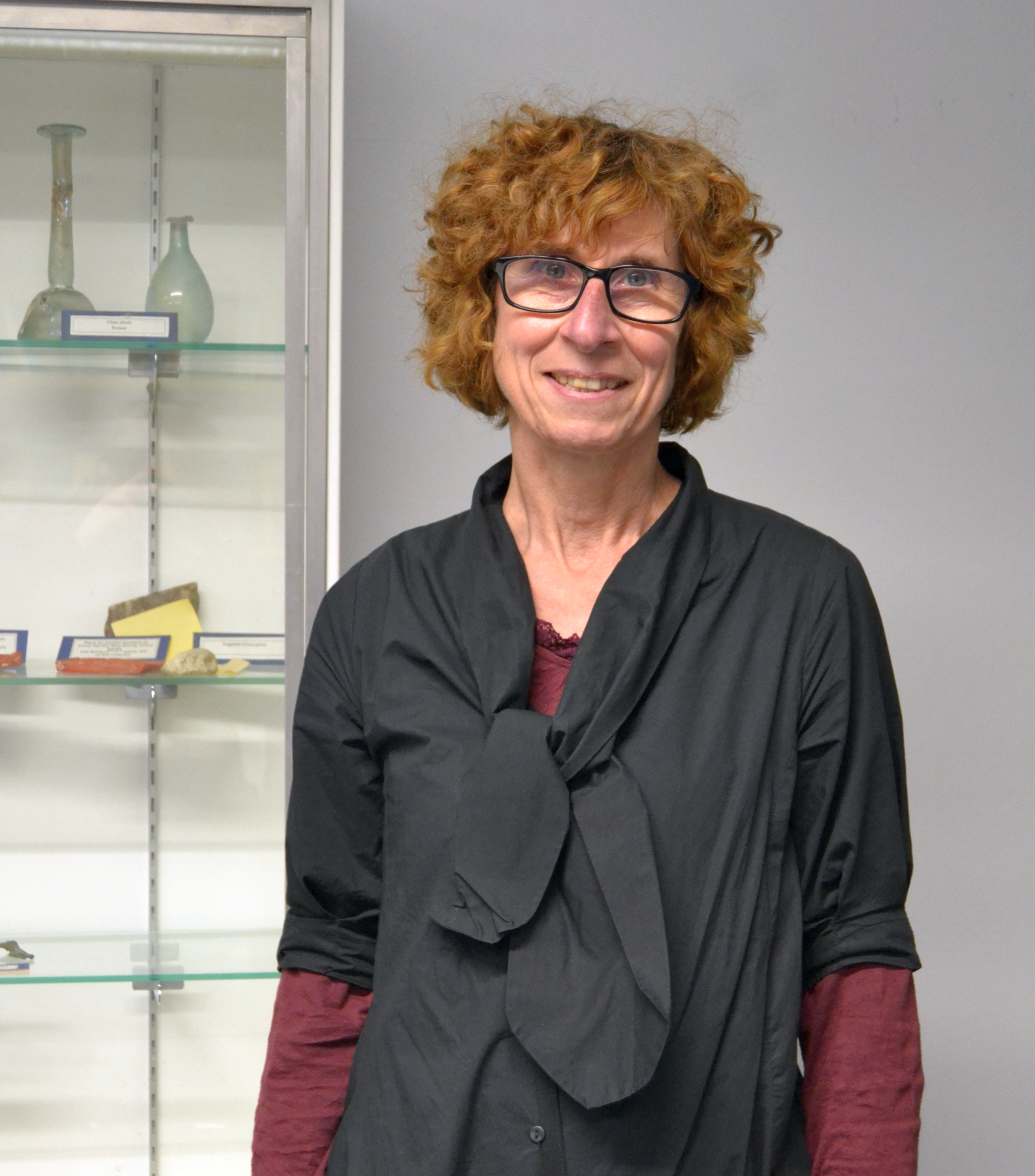
Suzanne Frey-Kupper, 2019

Suzanne Frey-Kupper (auch Susanne Frey-Kupper; * 26. Juli 1958 in Baden AG) ist eine schweizerische Altertumswissenschaftlerin und Numismatikerin, die an der University of Warwick lehrt und forscht.

## Werdegang
Frey-Kupper studierte an der Universität Zürich Klassische Archäologie, Ur- und Frühgeschichte, Christliche Archäologie und Kunstgeschichte. Bereits in dieser Zeit spezialisierte sie sich auf die antike Numismatik. Von 1985 bis 1989 untersuchte sie die im Kanton Solothurn gefundenen antiken Münzen; ebenfalls im Jahr 1985 gehörte sie dem Gründungsausschuss der Schweizerischen Arbeitsgemeinschaft für Fundmünzen (SAF) als Präsidentin an. In der SAF war sie auch im Anschluss bis 2009 in verschiedenen Positionen tätig. Das Studium schloss sie 1987 mit dem Lizenziat ab; in ihrer Lizenziatsarbeit untersuchte sie die römerzeitlichen Fundmünzen vom Monte Iato auf Sizilien. Zur Vertiefung dieses Themas wurde sie von 1988 bis 1990 durch den Schweizerischen Nationalfonds gefördert. Ab 1990 war sie als freie Mitarbeiterin der Kantonsarchäologie Solothurn und der dortigen Denkmalpflege für die Münzfunde der Region zuständig.
Von 1991 bis 1998 war Frey-Kupper wissenschaftliche Mitarbeiterin der Schweizerischen Akademie der Geistes- und Sozialwissenschaften, wo sie die Zweigstelle Lausanne des neu gegründeten Projektes Inventar der Fundmünzen der Schweiz leitete und als Redakteurin für die gleichnamige Schriftenreihe verantwortlich zeichnete. Ab 1997 war sie als Projektleiterin und wissenschaftliche Mitarbeiterin am Archäologischen Dienst des Kantons Bern angestellt, ab 1998 außerdem für die Fundmünzen von Aventicum verantwortlich. Zusätzlich gab sie Kurse in Numismatik, beispielsweise als Teil der Restauratorenausbildung an der École d’arts appliqués in La Chaux-de-Fonds. 2004/2005 erhielt sie im Rahmen des Marie Heim-Vögtlin-Programms eine erneute Förderung durch den Schweizerischen Nationalfonds, wodurch sie die antiken Fundmünzen vom Monte Iato auf einer breiteren Basis untersuchen konnte. Mit der daraus resultierenden Arbeit wurde sie 2007 im Fach Alte Geschichte an der Universität Lausanne promoviert; die Dissertation wurde im Folgejahr mit dem Fakultätspreis der dortigen Philosophischen Fakultät ausgezeichnet.
2007 bis 2011 war Suzanne Frey-Kupper Lehrbeauftragte an der Universität Zürich. 2011 wurde sie als Associate Professor an die University of Warwick berufen und erhielt dort 2016 einen persönlichen Lehrstuhl als Ordinaria. 2014 war sie Gastprofessorin für Numismatik bei der American Numismatic Society in New York City, 2017 an der Universität Padua. 2016 wurde sie für die internationale Ausstrahlung ihrer Lehre und Forschung mit dem Global Contribution Award der Universität Warwick ausgezeichnet. Seit November 2019 ist Frey-Kupper zusätzlich Kuratorin der Lehrsammlung der Universität und seit 2022 Vorsitzende des Money and Medals Network (MMN), als dieses vom British Museum an die Universität Warwick überführt wurde. MMN vereint über 200 Institutionen Englands, welche Münzsammlungen aufbewahren, jedoch nicht immer über spezialisierte Fachkräfte verfügen und denen MMN Ausbildungsprogramme offeriert.

## Forschungen
Frey-Kuppers Forschungen erstrecken sich auf verschiedene Bereiche vor allem der antiken Numismatik. Schwerpunkte bilden einerseits die Analyse von Fundmünzen in ihrem archäologischen Kontext und ihrer Herstellungsweise, andererseits die historische Auswertung und Interpretation der Münzfunde etwa für die Prägepolitik, die politische Struktur und die historische Entwicklung des Römischen Reiches. In diesem Rahmen war sie an diversen Ausgrabungen beteiligt und hat an verschiedenen Ausstellungen zu archäologischen und numismatischen Themen mitgewirkt. Seit 1995 gibt sie die Schriftenreihe „Untersuchungen zu Numismatik und Geldgeschichte“ heraus; seit 2002 ist sie im Rahmen des Survey of Numismatic Research der Internationalen Numismatischen Kommission für die Region Sizilien verantwortlich. 2009 bis 2019 gehörte sie dem Vorstand der Schweizerischen Numismatischen Gesellschaft an, wo sie seit dieser Zeit auch an der Redaktion der Schweizerischen Numismatischen Rundschau teilhatte; seit 2014 war sie Vorstandsmitglied der Royal Numismatic Society. Darüber hinaus ist sie Mitglied und wirkt im Beirat zahlreicher weiterer Gelehrter Gesellschaften. So war sie von 2017 bis 2021 im Advisory Board des Instituts für Kulturgeschichte der Antike der Österreichischen Akademie der Wissenschaften, seit 2018 als dessen Vizepräsidentin.

## Auszeichnungen
2008 erhielt Frey-Kupper für ihre Doktorarbeit den Prix de la Faculté des lettres der Universität Lausanne. 2013 wurde ihr die Festschrift La Numismatique pour Passion. Études d’histoire monétaire offertes à Suzanne Frey-Kupper gewidmet. 2014 wurde ihr die Henry Grunthal lecture und Medaille des New York Numismatic Club, 2016 der Global Contribution Award der Universität von Warwick zuerkannt. 2024 schließlich erhielt sie den Jeton de Vermeil der Société française de numismatique.

## Schriften (Auswahl)
- Die Fundmünzen vom Monte Iato (1971–1991). Ein Beitrag zur Geldgeschichte Westsiziliens (= Studia Ietina. Band 10). 2 Bände, Les Éditions du Zèbre, Lausanne 2013, ISBN 978-2-940351-16-9 und ISBN 978-2-940351-17-6.
- Herausgeberin mit Harald Derschka und Reiner Cunz: Selbstwahrnehmung und Fremdwahrnehmung in der Fundmünzenbearbeitung. Bilanz und Perspektive am Beginn des 21. Jahrhunderts: II. Reflexionen (= Untersuchungen zu Numismatik und Geldgeschichte. Band 7). Lausanne 2014, ISBN 978-2-940351-18-3.
- mit Sylviane Estiot und Pierre Zanchi: Le trésor de Thun 1955 (CH Berne). 2'304 monnaies romaines au terminus 293 de notre ère (= Inventaire des trouvailles monétaires suisses. Band 15). Académie suisse des sciences humaines et sociales, Bern 2017, ISBN 978-2-940086-14-6.
- mit Isabella Liggi Asperoni und Nathalie Wolfe-Jacot: Aventicum I. Les monnaies de sept sanctuaires romains d'Avenches (= Inventaire des trouvailles monétaires suisses. Band 16). Académie suisse des sciences humaines et sociales, Bern 2018, ISBN 978-2-940086-15-3.
- Herausgeberin mit Clive Stannard und Nathalie Wolfe-Jacot: Contexts and the,Contextualization of Coin Finds — Contextes et contextualisation de trouvailles monétaires — Kontexte und Kontextualisierung von Fundmünzen (= Studies in Numismatics and Monetary History = Untersuchungen zu Numismatik und Geldgeschichte. Band 8). Lausanne 2019, ISBN 978-2-940557-03-5.